# 莳田尚昊
蒔田尚昊（日语：／ Maita Shōkō，1935年3月13日—2024年12月26日），日本作曲家。別名冬木透（日语：／ Fuyuki Tōru），他以創作圓谷製作的特攝系列《超人力霸王系列》的多部乐曲及電視劇背景音乐而聞名。伊丽莎白短期大学毕业。

## 經歷
蒔田於1935年出生於满洲国新京（今中国吉林省长春市）。14歲時隨母親返回廣島縣。他在廣島縣北部的高中學習後，轉學至廣島市的廣島觀音高等學校並畢業。1952年，他進入伊丽莎白短期大学音樂系，主修宗教音樂並完成專業課程。畢業後，他進入當時名為東京放送（今TBS電視台）的公司擔任音效工作，同時轉學至國立音樂大學作曲科。在從事音效工作後，他以作曲家的身份出道。
蒔田的音樂創作生涯以創作大量合唱曲和讚美歌著稱，特別是為兒童合唱團方面創作了多首作品並進行編曲。其音樂涉及範疇主要集中於宗教音樂，尤其為基督教音乐。在負責電影和電視音樂時，他使用了「冬木透」這個筆名。1967年，蒔田為圓谷製作的特攝系列《超人七號》創作主題曲及配樂，該背景音樂以古典音樂為基礎，融合雄壯旋律和風格化輕快的樂曲，在當時風靡一時。隨後，他在1971至1972年期間為《歸來的超人力霸王》創作了以男合唱「萬達巴」為特徵的「MAT主題曲」，這一音樂風格對後來的超人力霸王系列防衛隊音樂產生了深遠影響。此後，冬木還為多部《超人力霸王》系列創作了配樂。
除了影視音樂創作，蒔田還參與了其他音樂作品的創作。1974至1975年，他為NHK晨間影集《鳩子的海》創作音樂，並於1984年為動畫《牧場上的少女卡特莉》創作配樂。1964年到1997年期間，蒔田擔任桐朋學園大學及高中部的音樂教師，致力於音樂教育。

### 逝世
2024年12月26日，蒔田因吸入性肺炎逝世，享壽89歲。其訃報於12月30日對外宣佈。

## 作品

### 蒔田尚昊名義
- 《歲時》組曲（2012年，新日鐵住金文化財團委託）[6]
- 為鋼琴與管弦樂團創作的協奏小品：G大調
- 為鋼琴與管弦樂團創作的協奏小品：D大調
- 鋼琴協奏小品《籠籠籠》（かごめかごめ）
- 協奏小品《秋祭日的朗丁諾》（秋祭りの日のロンディーノ）
- 協奏小品《隨隨隨翻滾》（ずいずいずっころばし）
- 協奏小品《阿拉貝斯克》（アラベスク）
- 鋼琴小奏鳴曲
- 無伴奏大提琴奏鳴曲
- 沒有主題的變奏曲（為兩把小提琴創作）
- 為長笛和打擊樂（鼓）創作的奏鳴曲
- 為長笛和打擊樂創作的《封印的書》
- 為風琴創作的啟示錄幻想曲
- 為合唱創作的啟示錄經文
- 為混聲合唱創作的《牧水歌集》
- 為混聲合唱與鋼琴創作的組曲《碑（石碑）之願》（碑（いしぶみ）のねがい）
- 兒童合唱組曲《和諧之輪》
- 為兒童合唱創作的《城市孩子的草地》（ 町の子の原っぱ）
- 安徒生組曲（為女聲/兒童合唱、獨唱、鋼琴、旁白創作）
- 《花、草、風》（第52屆NHK全國學校音樂比賽小學組（日语：NHK全国学校音楽コンクール）指定曲）
- 同聲三部合唱《蝙蝠華爾茲》
- 為女聲合唱與鋼琴創作的組曲《冬天的瑪麗亞》
- 歌曲《秋天》《海洋搖籃曲》
- 歌曲《智惠子抄（日语：智恵子抄）》（高村光太郎詩）：
- 聖歌388號、《讚美歌21》第57號、新聖歌40號《加利利風中之丘》
- 東京都立日野台高等學校校歌
- 芝浦工業大學中學・高等學校校歌
- 聖母清心中學・高等學校校歌
- 《歲時》[7]

### 冬木透名義

#### 超人力霸王系列
- 《超人七號》（1967年，TBS）
- 《歸來的超人力霸王》（1971年，TBS）
- 《超人力霸王衛司》（1972年，TBS）
- 《超人力霸王雷歐》（1974年，TBS）
- 《The Ultraman》（1979年，TBS） - 只有第二次錄音部分，主題歌和第一次錄音部分由宫内国郎負責。
- 《超人力霸王80》（1980年，TBS）
- 《超人七號 誕生30周年紀念3部曲》》（1998年）
- 《超人七號 1999最終章6部曲》（1999年）
- 《超人力霸王涅歐斯》（2000年）
- 《超人力霸王高斯》（2001年，每日放送）[8]
- 《超人七號 誕生35周年「EVOLUTION」5部曲》（2002年）

#### 電視劇
- 《鞍馬天狗》（1956年、KR電視）- 出道作
- 《伊呂波歌》（1959年、KR電視）
- 《判決（電視劇）（日语：判決_(テレビドラマ)）》（1962年/1978年、NET/朝日電視台）
- 《ただいま11人（日语：ただいま11人）》（1964年、TBS）
- 《ここに泉あり（日语：ここに泉あり）》（1964年、東京12頻道）
- 《土曜日の虎（日语：土曜日の虎）》（1966年、TBS）
- 《レモンのような女》（1967年、TBS）
- 《風（電視劇）（日语：風_(テレビドラマ)）》（1967年、TBS）
- 《悲しみよこんにちは》（1967年、TBS）
- 《妖术武艺帐》（1969年、TBS）
- （1971年、富士電視台）
- 《明日的天氣》（1972年、NHK）
- 《火炎人》（1973年、日本電視台）
- 《鳩子的海（日语：鳩子の海）》（1974年、NHK）
- 《前進吧！カッチン（日语：それ行け!カッチン）》（1975年、TBS）
- 《恐龍救生隊》（1976年、NET）
- 《太陽之牙》（1981年、東京）[9]
- 《小神神（日语：ちょっと神様）》（1982年，TBS）
- 《牧場上的少女卡特莉》（1984年，富士電視台）
- 《機甲界》（1984年，日本電視台）
- 《人小鬼大》（1992年，日本電視）
- 《NHK新聞21（日语：NHKニュース21）》主題曲（桐朋學園音樂學部・演奏）

#### 電影音樂
- 《無常》（1970年）
- 《曼陀羅（日语：曼陀羅_(1971年の映画)）》（1971年）
- 《哥》（1972年）
- 《怪兽大奋战 戴葛洛对戈利亚斯》（1972年）
- 《燃燒的男兒 長島茂雄 榮光的背號3（日语：燃える男_長島茂雄_栄光の背番号3）》（1974年）
- 《高斯奥特曼：日月第一击》（2001年）
- 《大決戰!超奧特8兄弟》（2008年） - 以「音樂特別參與」的形式被列入名單）
- 《返家（日语：ホームカミング_(2011年の映画)）》（2011年）※與栗山和樹（日语：栗山和樹）共同負責音樂

#### 音樂提供
- 《超人力霸王太郎》（1973年、作曲、編曲《超人力霸王之母的歌》）
- 《超人力霸王馬克斯》（2005年、僅限實相寺昭雄導演作品）
- 《超人力霸王梅比斯》（2006年、插入歌《Run through!〜ワンダバ「CREW GUYS」〜》作曲、編曲，並指導《スクランブル2006》中的合唱錄音）
- 《怪奇大作戰：第二檔案（日语：怪奇大作戦セカンドファイル）》（2007年、作曲、編曲主題曲）
- 《銀假面》（2007年、作曲、編曲主題曲）
- 《機動警察》（舊OVA系列）（作曲《榮光的特車隊》）
- 《超人力霸王大河》（2019年、第6話、第22話）
- 《超人力霸王Z》（2020年、《超人七號》音樂<第9話>、《超人力霸王衛司》音樂<第19話>）

#### 其他
- National掃除機「隼」（廣告）
- 交響詩《超人七號》[10]
- 交響曲《ULTRA COSMO》[11]
- 麒麟啤酒 21世紀啤酒（廣告）
- ぐいぐい跑仙石線（仙台放送製作DVD《懷舊的仙台·宮城影像集 続昭和的情景》結尾主題曲）

## 相關CD・DVD與文獻
- 《儚夢樂記（ろまんがくき）〜冬木透×實相寺昭雄 音樂歷史〜》 發行公司：哥倫比亞音樂娛樂
- 《安奴的主題 - 冬木透 ウルトラ朗琴・Featuring YURIKO-》 音樂檔案系列/音樂檔案EX，發行公司：VAP
- 《冬木透指揮 超人七號》 (CD・DVD) ※收錄2009年3月13日的音樂會 發行公司：MILESTONE CROWDS
- 《超人·大師 冬木透 音樂選集》，2019年5月 發行公司：哥倫比亞音樂娛樂
- 監修《超人七號·樂譜閱讀 - 透過冬木透的手寫樂譜解讀超人七號》 青山通解說，阿爾特斯出版，2015年
- 青山通《超人七號教會了我「音樂」》，阿爾特斯出版，2013年／新潮文庫，2020年
- 《超人音樂術》 訪談者：青山通，集英社國際新書，2022年4月。ISBN 978-4-7976-8098-0

## 另見
- 宫内国郎